# Liste der Stolpersteine in Löbau
Die Liste der Stolpersteine in Löbau enthält die beiden Stolpersteine, die im Rahmen des gleichnamigen Projekts von Gunter Demnig in der Stadt Löbau verlegt wurden. Mit ihnen soll an Opfer des Nationalsozialismus erinnert werden, die in Löbau lebten und wirkten.

## Verlegte Stolpersteine
| Bild                             | Adresse               | Verlegedatum       | Person und Inschrift | Kurzvita |
| -------------------------------- | --------------------- | ------------------ | --- | --- |
| Stolperstein für Adolf Grünewald | Altmarkt 4 (Standort) | 23. September 2022 | Hier wohnte Adolf Grünewald Jg. 1880 gedemütigt / entrechtet Flucht in den Tod 20. Okt. 1937                                         | Adolf Abraham Grünewald wurde 1880 in Hamburg geboren, seine Frau Helene (geborene Feibusch) kam 1886 in Peterswald in Ostpreußen zur Welt. Sie heirateten 1919 in Bautzen und betrieben ab diesem Jahr das Görlitzer Schuhhaus in Löbau. Nach anhaltenden Boykotten erhängte sich Adolf Grünwald am 20. Oktober 1937 im Verkaufsraum seines Geschäfts; einem Augenzeugen zufolge trug er dabei sein Eisernes Kreuz, welches ihm im Ersten Weltkrieg verliehen wurde. Grünewald wurde auf dem Jüdischen Friedhof in Zittau beigesetzt; seine Beerdigung war die letzte vor dem Beginn des Zweiten Weltkriegs und der vollständigen Zerstörung der Jüdischen Gemeinde Zittau–Löbau. Seine Frau Helene musste nach dem Tod ihres Mannes unfreiwillig nach Berlin verziehen, im Januar 1942 wurde sie von Berlin-Tiergarten aus deportiert und am 10. Februar 1942 im Ghetto Riga ermordet. |
| Stolperstein für Adolf Grünewald | Altmarkt 4 (Standort) | 23. September 2022 | Hier wohnte Helene Grünewald geb. Feibusch Jg. 1886 unfreiwillig verzogen 1937 Berlin deportiert 1942 Riga ermordet 10. Februar 1942 | Adolf Abraham Grünewald wurde 1880 in Hamburg geboren, seine Frau Helene (geborene Feibusch) kam 1886 in Peterswald in Ostpreußen zur Welt. Sie heirateten 1919 in Bautzen und betrieben ab diesem Jahr das Görlitzer Schuhhaus in Löbau. Nach anhaltenden Boykotten erhängte sich Adolf Grünwald am 20. Oktober 1937 im Verkaufsraum seines Geschäfts; einem Augenzeugen zufolge trug er dabei sein Eisernes Kreuz, welches ihm im Ersten Weltkrieg verliehen wurde. Grünewald wurde auf dem Jüdischen Friedhof in Zittau beigesetzt; seine Beerdigung war die letzte vor dem Beginn des Zweiten Weltkriegs und der vollständigen Zerstörung der Jüdischen Gemeinde Zittau–Löbau. Seine Frau Helene musste nach dem Tod ihres Mannes unfreiwillig nach Berlin verziehen, im Januar 1942 wurde sie von Berlin-Tiergarten aus deportiert und am 10. Februar 1942 im Ghetto Riga ermordet. |